# 費爾普萊 (喬治亞州道格拉斯縣)
費爾普萊（英語：Fairplay）是位於美國喬治亞州道格拉斯縣的一個非建制地區。該地的面積和人口皆未知。

## 地理
費爾普萊的座標為33°37′24″N 84°51′36″W / 33.62333°N 84.86000°W，而該地的平均海拔高度為352米（即1155英尺）。